# Потатау Те Фероферо
Потатау Те Фероферо (маор. Pōtatau Te Wherowhero) (близько 1800 — 25 червня 1860) — вождь маорійського племені таїнуї з регіону Ваїкато, перший король маорі (з 1858 року) та засновник королівської династії Те Фероферо (посада короля маорі формально не спадкова, а виборна, втім всі королі наразі є представниками однієї родини, тож цілком можна говорити про династію). Після того, як він став королем, Те Фероферо прийняв ім'я Потатау I.
Був старшим сином Те Рауапгаанга, вождя Нгаті Махута і активного діяча мушкетних війн. Його мати належала до роду вождів іншого клану племені таїнуї. 
В молодому віці Те Фероферо брав участь у поході свого батька проти племені нгаті-тоа. Після  перемоги над нгаті-тоа настав відносно мирний період в житті регіону Ваїкато. Те Фероферо в цей завів собі родину (мав чотири дружини, у нього народилися кілька дітей, в тому числі і його майбутній спадкоємець - Тафіао).
У 1831-1836 роках воював проти племен регіону Таранакі. Вважається, що укладанню миру з племенами Таранакі сприяв вплив європейських місіонерів на Те Фероферо. Він хоч так і не охрестився, але регулярно відвідував церковні служби.
У березні 1840 року капітан Вільям Саймонс надав Те Фероферої копію Договору Вайтанги. І хоч Те Фероферо і не підписав договір, втім йому вдалося зберегти приязні відносини з британською владою (він навіть видав свою дочку за британського торговця Джона Кента). Те Фероферо активно продавав британцям племінні землі та протестував лише проти того, щоб вважати необроблювані маорі землі власністю британської корони. 
В травні 1844 року Те Фероферо організував великий міжплемінний збір у Ремуері (неподалік від Окленду) аби вразити британського губернатора Роберта Фіцроя силою північних маорі. Внаслідок цього Те Фероферо був запрошений на переговори до Будинку уряду в Окленді. 
Торгівля землею призвела до появи європейських військових поселенців (так званих «фехтувальників») на колишніх землях маорі і зростання напруження між маорі і пакеха (європейцями). Це суттєво погіршило відносини між британцями і Те Фероферо та зумовило появу руху «Кінгітанга» (Маорійського Королівського руху). Результатом цього стало запровадження посади короля маорі. Сам Те Фероферо, що на той час був вже особою похилого віку, спочатку відмовлявся від участі у виборах короля. Але у квітні 1857 року він все-таки погодився. Обрання його королем відбулося в червні 1858 в Нгаруавахії. 
Те Фероферо як король маорі намагався дотримуватися курсу на співпрацю з британською владою, але далеко не всі представники Маорійського Королівського руху дотримувалися такої позиції. В результаті в русі «Кінгітанга» фактично відбувся розкол на прихильників і противників співпраці з пакеха, обидві позиції поступово поляризувалися. Протягом п’яти років ця поляризація досягла кульмінації, результатом чого стало вторгнення в Уаікато та новозеландські війни.
Помер Те Фероферо 25 червня1860 року. Похований на горі Таупірі, неподалік від королівської резиденції в Нгаруавахії. Спадкоємцем і новим королем маорі став його син - Тафіао.